# Cormac Cond Longas
Cormac Cond Longas (Connlongas, Connloinges = "Principe esiliato") era, nel Ciclo dell'Ulster della mitologia irlandese, il figlio concepito da Ness col suo proprio figlio, Conchobar mac Nessa. Il suo padre adottivo era Fergus mac Róich.
Cormac seguì Fergus in esilio nel Connacht dopo la tresca amorosa con Deirdre, e combatté per Ailill e Medb contro il padre nel Táin Bó Cuailnge.
Quando Conchobar morì gli uomini dell'Ulster chiesero a Cormac di tornare e di prendere il trono. Tuttavia, durante il viaggio verso casa ruppe i suoi tabù o voti e fu ucciso durante un raid. 